# Трунов, Игорь Андреевич
И́горь Андре́евич Труно́в (23 апреля 1939 года, Мичуринск – 3 декабря 2008 года) — российский растениевод, доктор сельскохозяйственных наук.

## Биография
Игорь Андреевич Трунов родился 23 апреля 1939 года в городе Мичуринск.
- 1961 год — Окончил Плодоовощной институт имени И. В. Мичурина.
  - 1974 год — Там же окончил аспирантуру.
- 1977 год — старший научный сотрудник лаборатории орошения Всероссийского научно-исследовательского института садоводства,
- 1989 год — на научно-преподавательской работе в Плодоовощном институте имени И. В. Мичурина.
- 1995 год — доктор сельскохозяйственных наук;
  - тема диссертации: «Породно-сортовые особенности активности корневой системы плодовых и ягодных культур»[2].
  - в этом же году: академик Академии аграрного образования.
- 1996 год — профессор кафедры агрохимии и почвоведения Мичуринского государственного аграрного университета.
- 2003 год — заведующий кафедрой агрохимии и почвоведения Мичуринского государственного аграрного университета.

Работал заведующим Мичуринским государственным сортоиспытательным участком Госкомиссии по сортоиспытанию плодово-ягодных культур, винограда и цветочно-декоративных растений Министерства сельского хозяйства РСФСР. 
Игорь Андреевич скончался 3 декабря 2008 года.

### Научные достижения
Созданная И. А. Труновым научная школа признана в России и за рубежом.А. И. Завражнов
Игорь Андреевич занимался исследованием корневой системы плодовых, ягодных и редких культур, углубляя вопросы водопотребления и питания растений, совершенствуя технологию полива с учётом свойств почвы и генотипических особенностей растений.
Он — создатель конструкции радиксария (корневого стационара). 
Он — автор научных разработок в области создания и совершенствования безопасной технологии полива с учётом зональных режимов орошения и рационального природопользования, которые нашли применение как в России, так и в странах СНГ.
Игорь Андреевич — автор более 190 научных работ в области плодоводства, растениеводства, мелиорации, агрохимии и почвоведения.

## Публикации
- Книга «Методика изучения активной части корневой системы плодовых и ягодных культур» (Гродно, 1998).

## Награды
- Заслуженный мелиоратор РФ.